# Cole Kmet
Cole Kmet (Lake Barrington, 10 marzo 1999) è un giocatore di football americano statunitense che milita nel ruolo di tight end per i Chicago Bears della National Football League (NFL).

## Carriera universitaria
Kmet al college giocò a football con i Notre Dame Fighting Irish dal 2017 al 2019. Nella sua prima stagione disputò tutte le 13 partite ricevendo 2 passaggi per 14 yard. L'anno seguente scese in campo in 11 partite ed ebbe 15 ricezioni per 162 yard. Nel 2019 divenne titolare. Le prime tre partite della stagione le saltò però per la rottura di una clavicola. A novembre annunciò che avrebbe fatto ritorno a Notre Dame per la sua ultima stagione. ma il 2 gennaio cambiò idea annunciando l'intenzione di passare tra i professionisti

## Carriera professionistica
Kmet fu scelto nel corso del secondo giro (43º assoluto) del Draft NFL 2020 dai Chicago Bears. Debuttò come professionista nella settimana 1 contro i Detroit Lions e nel turno seguente ricevette il primo passaggio da 12 yard dal quarterback Mitchell Trubisky. La sua stagione da rookie si concluse con 28 ricezioni per 243 yard e 2 touchdown, disputando tutte le 16 partite.
Dopo non avere segnato alcun touchdown nella sua seconda stagione, nel 2022 Kmet guidò i Bears in ricezioni (50), yard ricevute (544) e touchdown su ricezione (7).
Il 26 luglio 2023 Kmet firmó con i Bears un nuovo contratto quadriennale del valore di 50 milioni di dollari. Nel sedicesimo turno ebbe 4 ricezioni per 104 yard, tutte nel primo tempo, prima di lasciare il campo per infortunio e non fare più rientro contro gli Arizona Cardinals.
Nel sesto turno della stagione 2024, giocato a Londra contro i Jacksonville Jaguars, Kmet ricevette dal quarterback Caleb Williams due touchdown nella vittoria per 35-16. In quella partita giocò anche come long snapper di emergenza, avviando lo snap con successo in tutti i cinque tentativi di extra point del compagno Cairo Santos, venendo premiato come miglior giocatore degli special team della NFC della settimana.